# Музей Конде
Музей Конде (фр. Musée Condé) — музей, расположенный в замке Шантийи в коммуне Шантийи (департамент Уаза), в 40 километрах севернее Парижа.
Генрих Орлеанский, герцог Омальский, сын короля Луи-Филиппа I, в 1897 году завещал замок Шантийи со всеми коллекциями, находящимися там, Институту Франции. Музей занимает помещения, которые прежде были большими и малыми апартаментами, устроенными в XVIII и XIX веках при принцах Конде и герцоге Омальском.
Коллекция живописи Музея Конде считается одним из наиболее значительных собраний во Франции. В неё входят главным образом произведения итальянских и французских художников. Среди значимых картин произведения Фра Анджелико, Рафаэля, Пуссена, Ватто, Энгра. Кабинет рисунка насчитывает 2 500 единиц хранения. В библиотеке музея хранятся 1 500 манускриптов, из них 200 иллюминированных. Самая известная иллюминированная рукопись из собрания музея — Великолепный часослов герцога Беррийского. В музее также имеются коллекции гравюр, портретной миниатюры, скульптуры, собрание произведений античного искусства, фотографии и предметов декоративного искусства — мебели и фарфора.
Согласно завещанию герцога Омальского, ни один предмет из его коллекций не может быть вывезен за пределы усадьбы Шантийи, а постоянная экспозиция не должна изменяться. Залы музея выглядят в настоящее время так же, как в год его основания (1898). Каждый год музей принимает около 250 000 посетителей. В течение года в музее проводятся четыре временные выставки, на которых можно увидеть часть произведений, обыкновенно хранящихся в запасниках.

## История
На протяжении всей своей жизни Генрих Орлеанский, герцог Омальский, разыскивал и приобретал художественные произведения, которые когда-то принадлежали его предкам и в силу различных обстоятельств (войн и революций) были разбросаны по всей Европе. Возвратившись во Францию он начал восстановление замка в Шантийи, для того, чтобы разместить там свою коллекцию. Строительство Большого замка было закончено в 1885 году.

### Создание коллекции
Собрание произведений изобразительного искусства, в том числе портреты членов семьи Конде хранилось в Шантийи с 1643 года. Наряду с фамильными портретами Конде в коллекцию входили произведения батального жанра, изображающие военные успехи представителей дома Конде. Во время Французской революции коллекция была разрознена и часть картин пропала.
После Реставрации, в 1814 году, в Шантийи вернулся принц Конде, Людовик VI. К тому времени Большой замок был разрушен, вместе с ним погибли оранжереи, зверинец, садовые постройки и скульптура. Замковый парк был поделен на участки, распродан и распахан. Конде удалось частично восстановить усадьбу. Он вернул некоторое количество мебели, приобрёл около 100 картин, преимущественно портреты и охотничьи сцены французской, фламандской и нидерландской школ живописи, выкупил большие земельные участки и привёл в порядок территорию парка. Как единственный наследник последнего Конде Генрих Орлеанский получил вместе с усадьбой и коллекцию Конде.
Пополнение собрания герцог Омальский начал в 1844 году, купив несколько картин для украшения апартаментов своей жены Марии Августы в Малом замке Шантийи. Это были портреты XVIII века, в том числе работы Ларжильера и Дюплесси. До революции 1848 года и эмиграции герцог собирал произведения современных художников на военную тематику, античную бронзу, изделия из фарфора, старинные часы.
Пополнение собрания герцог Омальский начал в 1844 году, купив несколько картин для украшения апартаментов своей жены Марии Августы в Малом замке Шантийи. Это были портреты XVIII века, в том числе работы Ларжильера и Дюплесси. До революции 1848 года и эмиграции герцог собирал произведения современных художников на военную тематику, античную бронзу, изделия из фарфора, старинные часы.

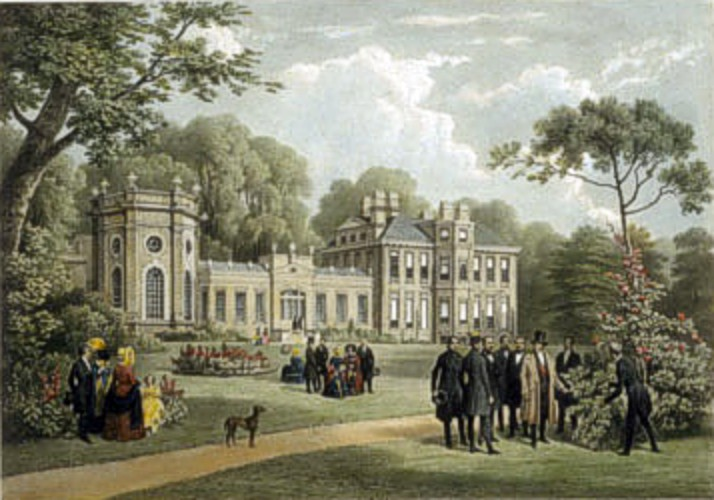
Orleans House, резиденция герцога Омальского в Туикнеме

В 1850 году герцог приобрел на распродаже коллекции своего покойного отца картину «Лошадь в стойле» Теодора Жерико. В 1852 году Наполеон III принял декрет о конфискации имущества Орлеанской династии. Представители семейства были вынуждены начать процедуру банкротства. Герцог Омальский в результате распродажи имущества неожиданно получил в своё распоряжение значительные финансовые ресурсы. В 1852 году он поселился в Англии в Туикнеме и, пользуясь помощью опытных консультантов, посвятил себя почти исключительно коллекционированию. Выбирая предметы для своего собрания, он отдавал предпочтение произведениям, которые так или иначе были связаны с его предками, или произведениям, которые напоминали о славном прошлом Франции.
В 1854 году герцог стал владельцем собрания произведений искусства своего тестя Леопольда Бурбон-Сицилийского, в которое входило более половины итальянских картин, находящихся в настоящее время в замке Шантийи. Одновременно он приобрел на аукционе картину «Избиение младенцев» Никола Пуссена. Герцог был библиофилом и особое внимание уделял приобретению средневековых манускриптов и иллюминированных рукописей, из которых самым значительным в коллекции является «Великолепный часослов герцога Беррийского». Часослов был приобретён в 1856 году у барона Феликса де Маргерита, он обошёлся герцогу в конечном счёте в 22000 франков. Когда в 1861 году Фредерик Райзе, куратор отдела рисунка Лувра, продавал свою коллекцию графики, герцог Омальский приобрёл работы Дюрера, Рафаэля, Пуссена и Лоррена. В 1869 году он купил коллекцию маркиза Андре Жозефа Мезона ({{lang-fr|André Joseph Maison}}; 1798–1869), сына известного военачальника и дипломата Николя Жозефа Мезона; последняя состояла большей частью из картин XVIII века и произведений художников-ориенталистов XIX века. На распродаже коллекции Делессера в 1869 году ему удалось приобрести «Мадонну Орлеанскую» работы Рафаэля.
Вернувшись во Францию в 1871 году, герцог, к тому времени член Академии, продолжил пополнение собрания. В 1876 году он приобрёл у герцога Сазерленда коллекцию французских портретов, собранную Александром Ленуаром и хранившуюся до той поры в Стаффорд Хаус в Лондоне. В неё входили произведения Франсуа Клуэ, Корнеля де Лиона, Пьера Миньяра и Филиппа де Шампеня. Три года спустя были приобретены картины из собрания Фредерика Райзена: работы старых итальянских мастеров, а также Пуссена, Жерара и Энгра. Наконец, в 1881 году, герцог приобрёл 311 портретов, приписываемых Франсуа Клуэ, которые первоначально составляли собрание Екатерины Медичи, а позднее принадлежали графу Карлайлу. Позднее герцог сосредоточился на приобретении отдельных произведений: в 1885 году были куплены «Три грации» Рафаэля, в 1890 «Сельский концерт» Коро, в 1891 году 40 миниатюр из «Часослова Этьена Шевалье» Жана Фуке в 1891 году, а в 1892 году «Агасфер выбирает Эсфирь» Филиппино Липпи.

### Восстановление Большого замка

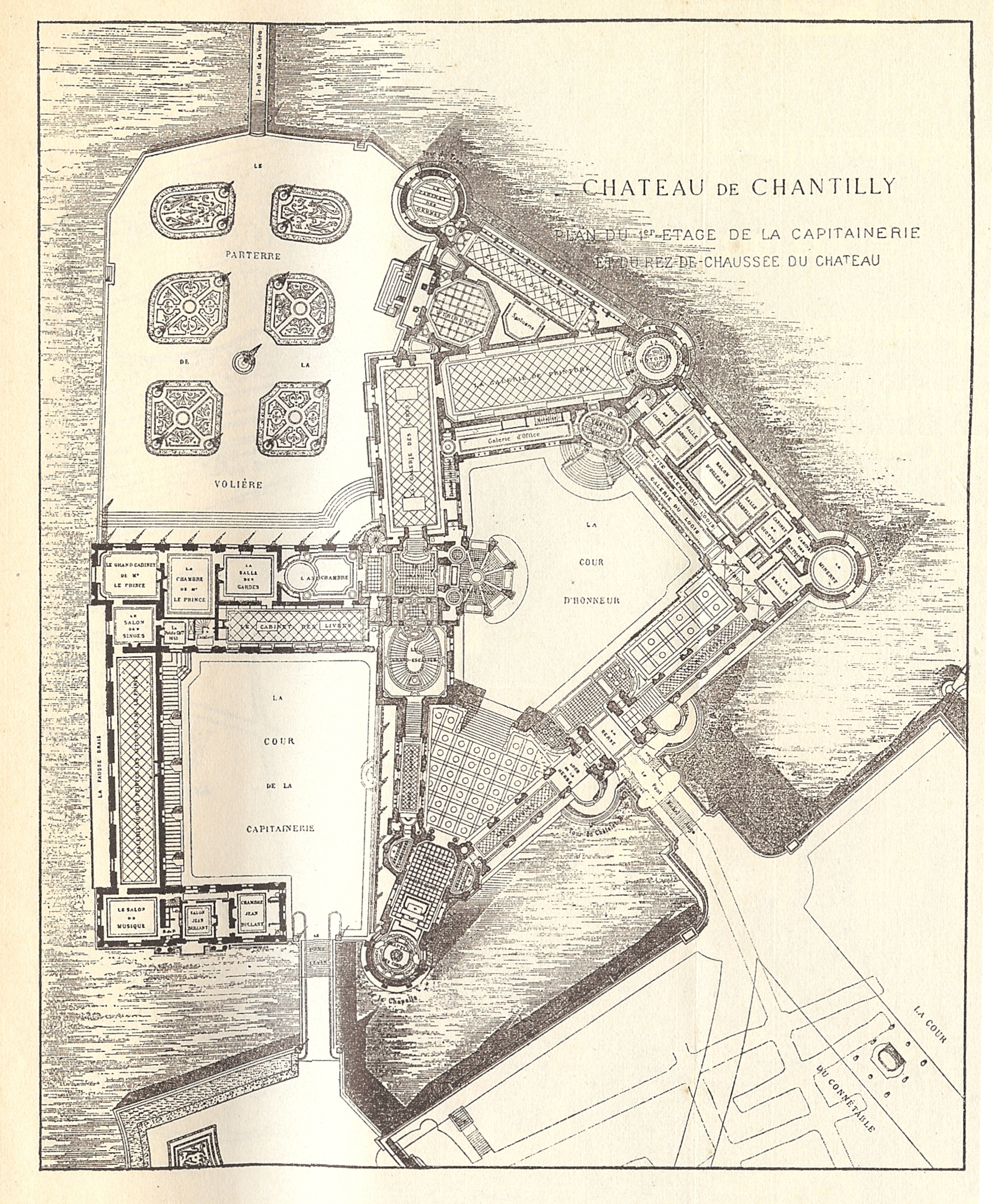
План замка, созданный Доме 1875 году, соответствует плану современного музея

В 1875 году герцог Омальский поручил архитектору Оноре Доме построить новый замок на том месте, где находился Большой замок, разрушенный во время революции. Для проекта восстановления Доме использовал планы и гравюры XVI века, ему удалось, несмотря на некоторые элементы стилизации, передать дух архитектуры французского Ренессанса. Доме предусмотрел, помимо жилых апартаментов, помещения для размещения коллекции герцога. В застеклённой галерее были установлены витражи с эпизодами истории Психеи из Экуанского замка. Здание было готово к 1882 году, внутренняя отделка завершена в 1885 году. Оноре Доме спланировал выставочные залы в виде небольших комнат с верхним светом. Для оформления интерьеров герцог пригласил знаменитых мастеров своего времени: художника Поля Бодри, скульпторов Анри Шапю, Лорана Маркеста, Жоржа Гарде и серебряных дел мастера Эмиля Фроман-Мёриса. Во время своей второй эмиграции (1886—1889), герцог разрешил перестроить жилые помещения в музейные залы, а театр — в библиотеку.
Большая часть экспонатов располагается в северо-западном крыле замка. В залах, расположенных анфиладой (кабинет Клуэ, салон Джотто, Большая галерея живописи, зал Трибуна и других) экспонируются произведения европейской живописи XIV—XIX веков.
Герцог регулярно приглашал в замок гостей, чтобы демонстрировать им своё собрание. Стоимость строительных работ, проведённых в период с 1872 по 1897 год оценивается в 5 365 758,17 золотых франков. В марте 1878 года герцог решил на летний сезон, по четвергам и по воскресеньям с 1 июня по 1 октября, сделать замок общедоступным.

### Дар Институту Франции
Своим завещанием, подписанным 3 июня 1884 года, герцог Омальский, не имевший прямых наследников, передавал усадьбу вместе со своей коллекцией Институту Франции. К тому времени он был членом академий в составе Института: с 1871 года — Французской академии, а с 1880 — Академии изящных искусств. Этот дар он рассматривал как средство избежать разделения собрания в случае своей смерти. Поступить так герцогу посоветовал Жюстен де Сельв, в то время префект департамента Уаза, а позднее — министр иностранных дел Франции. С принятием закона об изгнании (2 июня 1886 года) членов бывших династий герцог был вынужден снова покинуть родину, и поэтому он решил сделать пожертвование и наследование безотзывными, чтобы получить возможность вернуться во Францию. По условиям дарения были запрещены любые изменения в экспозиции произведений, а также их продажа и даже прокат. 
Декретом президента от 20 декабря 1886 года французское государство приняло дар герцога.
После его смерти, последовавшей 7 мая 1897 года, управление музеем осуществлялось Институтом Франции через попечительский совет, который состоит, как правило, из члена Французской академии (председателя), члена Академии изящных искусств и одного из академиков, в большинстве случаев из Академии надписей и изящной словесности или Академии моральных и политических наук. Главный куратор имеет служебную квартиру в Шато Энгьен, непосредственно у входа в замковый парк. Она является также местом встреч кураторов музея. Первым главным куратором Музея Конде был Густав Макон, ранее личный секретарь герцога Омальского.

## Музей при Гюставе Маконе
17 апреля 1898 года, через год после смерти герцога Омальского, Музей Конде был открыт, он работал с середины апреля до середины октября каждый четверг и воскресенье. В первый год в музее побывало около 100000 человек, большей частью посетители прибывали из Парижа по железной дороге. Гюстав Макон в память о герцоге Омальском взял на себя обязательство поддерживать в Шантийи такой же распорядок жизни усадьбы, как при последнем её владельце.
С началом Первой мировой войны работа музея была прервана. Эвакуация экспонатов началась 10 августа 1914 года. Уже через 19 дней произведения Жана Фуке, Рафаэля, ещё 20 картин, самые ценные рукописи, 300 рисунков Жана Клуэ и его сына Франсуа, кабинет драгоценных камней музея были отправлены в тулузский Музей августинцев. В 19 коробках, вместе с предметами из коллекции Лувра, они прибыли в Тулузу. Оставшаяся часть собрания была спрятана в подвальном помещении. Немецкие войска занимали залы замка 3 и 4 сентября во время боёв за Санлис. В 1918 году, когда во время второй битвы на Марне немцы снова подошли к замку, остаток коллекции и архив были вывезены в Дижон в Музей изящных искусств. 11 ноября 1918 года экспонаты были возвращены в музей Конде.
В 1926 году произошла единственная в истории музея кража. Два эльзасских коммерсанта, Леон Кауфер и Эмиль Сутер, в ночь с 11 на 12 октября проникли в Кабинет драгоценных камней и похитили самые ценные экспонаты: розовый бриллиант «Великий Конде» в 9,01 карат, кинжал и пряжка, принадлежавшие Абд аль-Кадиру и другие экспонаты, в общей сложности 68 предметов. Воры были задержаны в конце того же года, ювелирные изделия возвращены, часть произведений из серебра и золота были утрачены — переплавлены или брошены в Сену. 29 июня 1927 года розовый бриллиант был возвращён в экспозицию.

## После Гюстава Макона до настоящего времени
Анри Мало, ставший куратором в 1931 году, после смерти Густава Макона, занялся организацией временных выставок рисунков и книг, находящихся в хранилище музея. С 1930 по 1940 год прошло шестнадцать подобных выставок. В 1939 году в музей поступили портреты выдающихся личностей середины XIV — начала XVII века (всего пятьдесят два) из коллекции маркиза Армана Бьянкура (1802—1862). Бьянкур хранил собрание портретов в замке Азе-ле-Ридо и в своё время отказался продать их герцогу Омальскому. Дар был сделан дочерью маркиза, виконтессой де Монтень Понсин. Портреты экспонируются в кабинете Клуэ.
Во время Второй мировой войны коллекция была повторно эвакуирована. Приготовления к этому начались уже 26 августа 1939 года. Первоначально предполагалось экспонаты из музея разместить в старых штольнях под ипподромом Шантийи, временно всё было перемещено в подвалы замка. В течение нескольких дней, с 26 по 28 мая 1940 года, музейные ценности были перевезены в безопасное место. Благодаря содействию маршала Петена, члена Французской академии и Попечительского совета, часть их была вывезена вместе с экспонатами из музеев Парижа, для этого потребовалось около 20 грузовиков. В годы войны они хранились в Шато де Ланкосм в Вандёвре (департамент Эндр). В марте 1946 года часть собрания из Шато де Ланкосм вернулась в Шантийи, в июне того же года состоялось официальное открытие музея.
В 1957 году музей получил ещё одно существенное пожертвование — около 100 единиц фарфора производства мануфактуры Шантийи (Porcelaine de Chantilly) от Леона Лефебюра и его жены. Большинство изделий выполнено в стиле Имари (Porcelaine d’Imari), с 1958 года они экспонируются в зале Orléans du Logis.
C 1980-х годов Институт Франции испытывал серьёзные финансовые трудности в деле сохранения замка Шантийи и музея. С помощью американских меценатов в 2005 году право собственности на замок и музей было передано в управление Фонду по сохранению области Шантийи (Fondation pour la sauvegarde du domaine de Chantilly) сроком на 20 лет. Этот фонд большей частью финансируется Ага Ханом.
| Период           | Куратор                                   |
| ---------------- | ----------------------------------------- |
| 1897—1930        | Гюстав Макон                              |
| 1931—1948        | Анри Мало                                 |
| 1949—1953        | Альбер Энро                               |
| 1954—1971        | Рауль де Брольи                           |
| 1971—1983        | Раймон Казель                             |
| 1983—1998        | Амели Лефебюр                             |
| 1998 — наст. вр. | Николь Гарнье-Пейе (Nicole Garnier-Pelle) |

| Период           | Председатель   |
| ---------------- | -------------- |
| 1897—1915        | Альфред Мезьер |
| 1917—1922        | Эрнест Лависс  |
| 1922—1935        | Поль Бурже     |
| 1936—1944        | Габриель Аното |
| 1944—1963        | Анри Бордо     |
| 1963—1967        | Альфонс Жюэн   |
| 1967—1973        | Пьер Гаксот    |
| 1973—1983        | Андре Шансон   |
| 1984—1998        | Морис Шуман    |
| 1998—2009        | Ален Деко      |
| 2009—2010        | Пьер-Жан Реми  |
| 2010 — наст. вр. | Марк Фумароли  |

## Выставочные залы
При восстановлении замка Оноре Доме с самого начала была поставлена цель создания помещений для размещения коллекции герцога. К моменту завершения строительства она насчитывала 600 живописных произведений и 40000 листов графики, книг, миниатюр, предметов прикладного искусства.

### Главный вестибюль и часовня

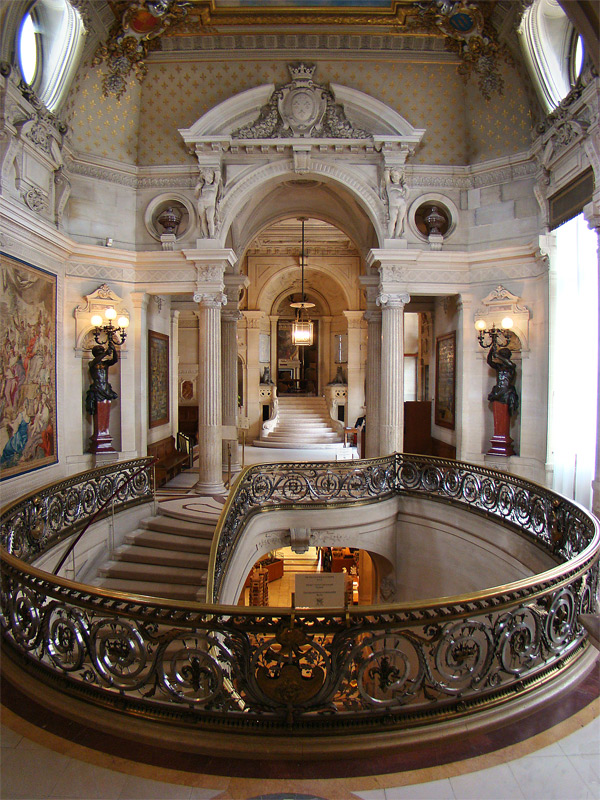
Парадный вестибюль

Посетители музея, как и во времена герцога Омальского, попадают в него через большой мраморный вестибюль. Стены вестибюля украшены двумя картинами из фаянсовых плиток, выполненные керамистом Массео Абагесном (рус. Masséot Abaquesne) в 1542—1544 годах по заказу Анна де Монморанси для замка Экуэн. На них представлены два эпизода, известные по рассказу Тита Ливия: Марк Курций, бросающийся в яму на Форуме, и Муций Сцевола, сжигающий свою руку.
С левой стороны находится большая парадная лестница, ведущая в малые покои. Она представляет собой копию лестницы Пале-Рояля, резиденции Орлеанских герцогов в Париже. Потолок над ней расписан Диогеном Майаром по оригиналу Эли Делоне «Надежда, несущая знамя Франции».
Оноре Доме спроектировал часовню Святого Людовика таким образом, чтобы в ней могли разместиться предметы из замка Экуэн: алтарь с барельефом работы Жана Гужона «Жертвоприношение Авраама», резные панели и два окна с витражами: на левом изображены сыновья коннетабля Анна де Монморанси и он сам перед святым Иоанном, на правом — его дочери и жена Мадлен де Савой перед святой Агатой.
Стены часовни украшены изображениями святого Христофора и святого Иоанна, здесь же находится флаг Аугсбургского подразделения, который был захвачен в битве при Рокруа. В конце хора располагается часовня Конде с памятником, созданным скульптором Жаком Саразеном в честь Генриха II Бурбон-Конде для парижской церкви Сен-Поль-Сен-Луи. В часовне захоронено сердце принца. Памятник был перемещён в Шантийи в 1885 году по желанию герцога Омальского и перестроен так, чтобы вписаться в круглую часовню, занимающую одну из башен замка.

### Большие галереи
Большие (Великие) галереи были названы герцогом Омальским в честь Великого Конде. В них располагается картинная галерея музея. Уже при строительстве замка этим помещениям было предназначено стать музейными.

#### Зал Оленей (Оленья столовая)
Этот зал назван так же, как и помещение, построенное в 1528 году в старом замке Анна де Монморанси. Он построен между 1875 и 1880 годом и был торжественно открыт 11 ноября 1880 года. Зал с балконом для размещения музыкантов при герцоге Омальском использовался как парадная столовая. На потолке, декорированном кессонами, как было принято в XVI веке, изображены гербы хозяев Шантийи. Все остальные украшения зала связаны с темой охоты. По стенам развешаны шпалеры из цикла «Охота императора Максимилиана в окрестностях Брюсселя» — реплика знаменитой фламандской серии XVI века, выполненная по заказу Людовика XIV на Мануфактуре Гобеленов для его внебрачного сына графа Тулузского. Оригинал в настоящее время находится в Лувре. На шпалерах представлены сцены придворной охоты в разные времена года. В Оленьей столовой проводятся временные выставки графических произведений.

### Картинная галерея (Большая галерея живописи)

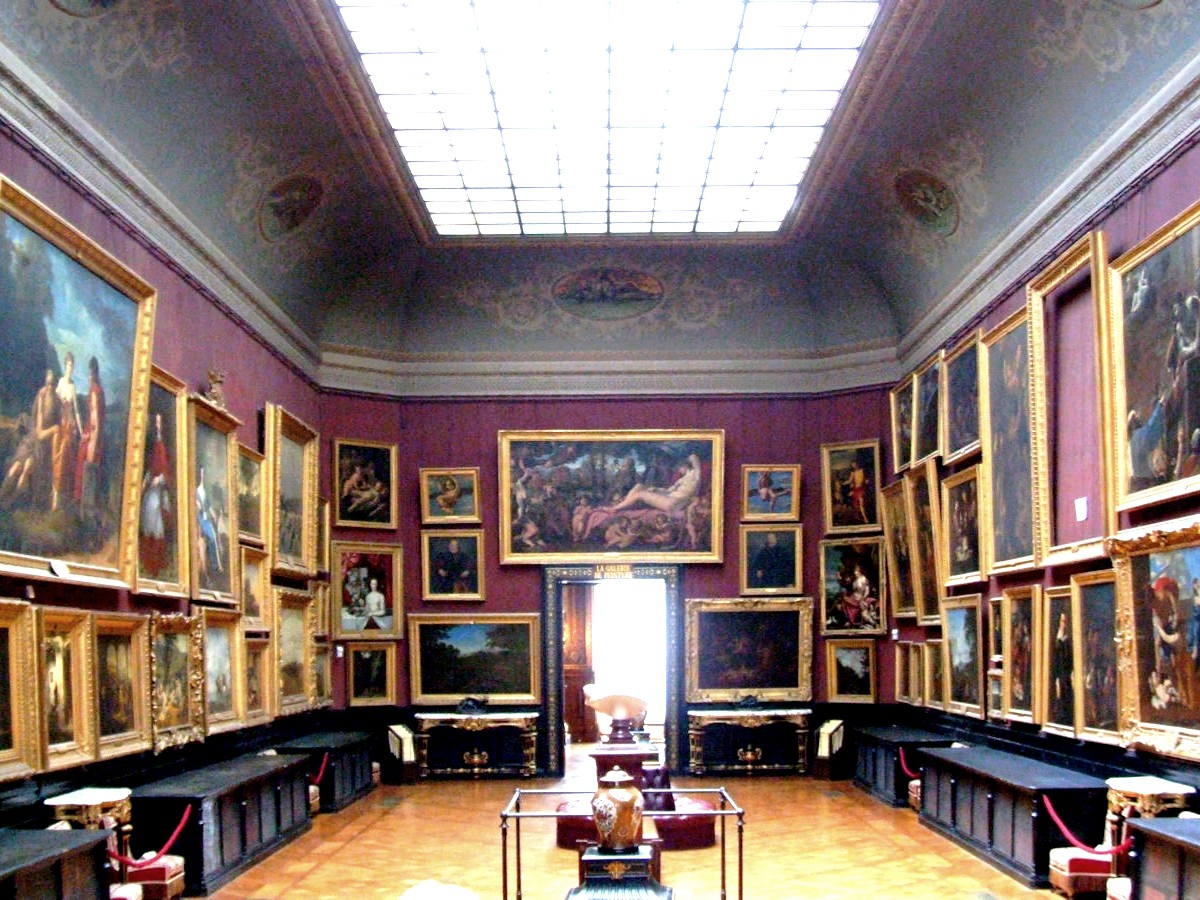
Картинная галерея (на заднем плане вход в Зал Оленей)

Большая галерея живописи (фр. Galerie de peintures) является крупнейшим выставочным залом музея. Галерея освещается верхним светом, её стены отделаны «помпейским красным». Картины размещены так называемой «салонной развеской». Здесь экспонируются в основном крупноформатные произведения, которые до восстановления замка находились в Зале для игры в мяч. По левой стороне представлены картины итальянской школы, начиная с Гверчино, а также произведения которые были созданы в Италии, например, работы Никола Пуссена или Гаспара Дюге. Правая сторона отведена под образцы французской живописи, в том числе картины Филиппа де Шампеня, Натье и Эжена Делакруа, а также произведения ориенталистов. В глубине зала экспонируются работы художников XVIII века.
За картинной галереей находится ротонда, которая расположена в башне Vineuil. В ротонде герцог Омальский первоначально разместил свою коллекцию графики, которая впоследствии, во избежание порчи, была убрана из постоянной экспозиции. Место графических произведений заняли несколько знаменитых картин, в том числе «Портрет Симонетты Веспуччи» Пьеро ди Козимо и «Мадонна с вуалью» Рафаэля, атрибутированный художнику только в 1979 году. Мозаика на полу с охотничьей сценой обнаружена при раскопках Помпей, вероятно происходит из Casa dei Fiori.

### ГалереяПсихеи. Святилище. Кабинет драгоценных камней
Галерея Психеи украшена 44 витражными окнами, на тему античного мифа о Психее. Витражи были созданы между 1541 и 1542 годами по заказу Анна де Монморанси для его замка Экуан. В зале, стены которого обиты зелёной тканью, проводятся временные выставки, иногда также занимающие кабинет драгоценных камней и Оленью галерею. Сантуарио (с итальянского: «святилище») — это небольшая комната с верхним светом, устроенная между 1886 и 1889 годами, ранее здесь находился кабинет гравюр и рисунков, которые впоследствии из соображений лучшей сохранности были убраны. С тех пор в этой комнате хранятся две картины Рафаэля: «Три грации» и «Орлеанская мадонна», панель от кассоне с росписью Филиппино Липпи «Эсфирь и Артаксеркс», а также 40 миниатюр Жана Фуке из Часослова Этьена Шевалье.
В Кабинете драгоценных камней хранятся оружие и ювелирные коллекции, а также портретные миниатюры. Здесь экспонировался розовый бриллант «Великий Конде», полученные, возможно, в дар от Людовика XIV. В настоящее время в кабинете экспонируется его копия. Также в Кабинете экспонируются портретные миниатюры.

### Ля Трибюн
Этот зал назван в честь зала в галерее Уффици во Флоренции, который был создан в 1580-х годах Бернардо Буонталенти. Высокое помещение с верхним светом имеет такую же форму шестиугольника, как и зал в Уффици, и так же задрапировано красным бархатом, украшенным плетёными галунами. Под самым потолком висят восемь картин работы лауреата римской премии Армана Бернара. На каждой из них изображено одно из мест, связанных с биографией герцога Омальского : дворец Пале-Рояль, где он родился, лицей Генриха IV — место его учёбы, замок в Вилле-Котре, где он провел часть своего детства, замки д’Омаль и де Гиз, принадлежавшие его семье, резиденция Туикнем в Англии, где он жил во время изгнания, и, наконец, замок в Палермо, принадлежавший семье его жены.